# Emmanuelle Blais
Emmanuelle Blais (née le 7 novembre 1987 à LaSalle dans la province de Québec au Canada) est une joueuse canadienne de hockey sur glace qui évoluait dans la ligue élite féminine en tant qu'attaquante.
Elle remporte la Coupe Clarkson avec les Canadiennes de Montréal en 2011, 2012 et 2017.

## Biographie

### En club
Blais commence à jouer au hockey à cinq ans. Elle fait partie de la toute première équipe féminine dans la catégorie Espoir, les « Maroon Espoir de Montréal ». En 2009-2010, Blais domine le tableau des Bulldogs de Minnesota-Duluth dans la NCAA avec 65 points, 32 buts et 33 mentions d'assistance en 39 matchs. Elle aide son équipe à conquérir le titre du championnat national de la NCAA pour la deuxième fois depuis 2008.
Depuis la saison 2010-2011, Blais joue pour les Stars de Montréal dans la Ligue canadienne de hockey féminin. Elle termine la saison au 6e rang du classement des compteuses de buts avec 32 points : 11 buts et 21 passes en 29 matchs. Elle marque 5 points en 4 matchs lors du championnat de la Coupe Clarkson, contribuant à la victoire des Stars sur le hockey féminin nord-américain. Lors de la saison 2011-2012, elle marque 10 buts et compte 17 mentions d'assistance pour un total de 27 points en 27 matchs, terminant ainsi au 12e rang du classement des compteuses de la ligue. Lors de la Coupe Clarkson 2012, Blais contribue a la conquête de la coupe avec 2 buts dont un en finale

### En équipe nationale
Membre de l'équipe nationale canadienne des moins 22 ans de 2006 à 2010, Blais remporte une médaille d'or à la Coupe Air Canada européenne 2008 tenue à Ravensburg, en Allemagne. En 2011 elle est appelée à son premier d'entrainement avec l'équipe du Canada féminine de hockey sur glace mais n'est pas retenue dans l'effectif en vue des Championnats mondiaux.
Après la conquête de la Coupe Clarkson par les Stars de Montréal en mars 2012, elle est de nouveau invité pour prendre part au camp d'Équipe Canada en prévision du championnat du monde 2012 qui a lieu  à Burlington aux États-Unis du 7 au 14 avril 2012  mais n'est pas retenue.

## Statistiques

### En club
| Saison      | Équipe                       | Ligue       |     | Saison régulière | Saison régulière | Saison régulière | Saison régulière | Saison régulière |   | Séries éliminatoires | Séries éliminatoires | Séries éliminatoires | Séries éliminatoires | Séries éliminatoires |
| Saison      | Équipe                       | Ligue       | PJ  | B                | A                | Pts              | Pun              | PJ               | B | A                    | Pts                  | Pun                  |                      |                      |
| 2006-2007   | Bulldogs de Minnesota-Duluth | NCAA        | 39  | 14               | 21               | 35               | 58               | -                | - | -                    | -                    | -                    |                      |                      |
| 2007-2008   | Bulldogs de Minnesota-Duluth | NCAA        | 37  | 17               | 14               | 31               | 30               | -                | - | -                    | -                    | -                    |                      |                      |
| 2008-2009   | Bulldogs de Minnesota-Duluth | NCAA        | 33  | 10               | 4                | 14               | 60               | -                | - | -                    | -                    | -                    |                      |                      |
| 2009-2010   | Bulldogs de Minnesota-Duluth | NCAA        | 41  | 32               | 33               | 65               | 40               | -                | - | -                    | -                    | -                    |                      |                      |
| 2010-2011   | Stars de Montréal            | LCHF        | 29  | 11               | 21               | 32               | 30               | 4                | 1 | 4                    | 5                    | 4                    |                      |                      |
| 2011-2012   | Stars de Montréal            | LCHF        | 21  | 10               | 17               | 27               | 24               | 4                | 2 | 3                    | 5                    | 4                    |                      |                      |
| 2012-2013   | Stars de Montréal            | LCHF        | 23  | 11               | 14               | 25               | 18               | 4                | 1 | 1                    | 2                    | 2                    |                      |                      |
| 2013-2014   | Stars de Montréal            | LCHF        | 23  | 7                | 10               | 17               | 12               | 3                | 1 | 2                    | 3                    | 6                    |                      |                      |
| 2014-2015   | Stars de Montréal            | LCHF        | 18  | 5                | 9                | 14               | 12               | 3                | 2 | 1                    | 3                    | 2                    |                      |                      |
| 2015-2016   | Canadiennes de Montréal      | LCHF        | 23  | 4                | 4                | 8                | 12               | 3                | 0 | 0                    | 0                    | 0                    |                      |                      |
| 2016-2017   | Canadiennes de Montréal      | LCHF        | 20  | 0                | 3                | 3                | 12               | -                | - | -                    | -                    | -                    |                      |                      |
| 2017-2018   | Canadiennes de Montréal      | LCHF        | 28  | 4                | 4                | 8                | 16               | 2                | 1 | 0                    | 1                    | 0                    |                      |                      |
| 2018-2019   | Canadiennes de Montréal      | LCHF        | 2   | 0                | 2                | 2                | 0                | -                | - | -                    | -                    | -                    |                      |                      |
| Totaux NCAA | Totaux NCAA                  | Totaux NCAA | 145 | 73               | 72               | 145              | 188              |                  |   |                      |                      |                      |                      |                      |
| Totaux LCHF | Totaux LCHF                  | Totaux LCHF | 187 | 52               | 84               | 136              | 136              | 23               | 8 | 11                   | 19                   | 18                   |                      |                      |

## Honneurs et distinctions individuelles
- 3 fois Championne de la Coupe Clarkson (2011, 2012 et 2016)
- NCAA « All-American» dans la NCAA (2009-2010)